# 448-ма ракетна бригада (СРСР)
448-ма ракетна бригада (448 РБр, в/ч 93926, з 12.1990 — 35535) — ракетне з'єднання Радянської армії чисельністю в бригаду.
У 1992 році перейшла в юрисдикцію Збройних сил Російської Федерації.

## Історія
1 липня 1986 року була сформована ракетна бригада в Групі радянських військ у Німеччині (ГРВН) з окремих ракетних дивізіонів виведених зі складу дивізій. Бригада перебувала у складі 3-ї загальновійськової армії з пунктом постійної дислокації в селі Борн.
У 1992 році перейшла в юрисдикцію Збройних сил Російської Федерації.